# Tales of Vesperia
Tales of Vesperia (яп. テイルズ オブ ヴェスペリア Тэйрудзу обу Вэсупэриа) — японская ролевая компьютерная игра, десятая часть серии игр Tales. Разработана компанией Namco Tales Studio и выпущена Namco Bandai Games для Xbox 360 7 августа 2008 года в Азии, 26 августа 2008 года в Северной Америке и 26 июня 2009 года в Европе. Анонс игры состоялся 22 декабря 2007 года на фестивале Jump Festa. Жанр игры характеризуется как RPG для укрепления «правосудия» (яп. 「正義」を貫き通すRPG «Сэйги» о цуранукито:су RPG). Дизайнером персонажей является Косукэ Фудзисима, главным директором и продюсером — Ёсито Хигути (ранее он работал над Tales of Symphonia и Tales of the Abyss); анимированные видеоролики созданы компанией Production I.G. Основную песню в игре «Позвони в колокольчик» (яп. 鐘を鳴らして Канэ о Нараситэ) исполнила Bonnie Pink. В Северной Америке было выпущено специальное ограниченное издание игры, которое включало металлическую коробку с уникальными рисунками и диск с саундтреком, содержащий 22 музыкальные дорожки. В апреле 2009 года было сделано заявление, что купившие специальное издание игры получат также второй музыкальный диск с саундтреками, приуроченный к 10-й годовщине серии Tales. Был также создан приквел к игре в виде аниме под названием Tales of Vesperia: The First Strike, релиз которого состоялся 3 октября 2009 года. 17 сентября 2009 года была выпущена портированная версия Vesperia для PlayStation 3, в которой появились некоторые нововведения, в частности, дополнительный игровой персонаж. Версия для Xbox 360 была переиздана 6 апреля 2011 года в Северной Америке и Европе.

## Сюжет
События игры Tales of Vesperia происходят на планете Terca Lumireis. В качестве основного источника энергии, с помощью которого люди получают свет, воду и магические барьеры для защиты своих городов от кровожадных чудовищ, выступает сила, известная Blastia. Blastia нашла своё применение не только в мировой промышленности, но и на поле боя: Имперские рыцари и члены различных наёмнических гильдий регулярно пользуются этой энергией, как допингом в бою. Дошло вплоть даже до экспериментов, правда уже среди эльфов. Эти эксперименты позволили, с помощью предварительной подпиткой другим веществом, известном как Aer, использовать Бластию в бою в чистом виде. Но подобные эксперименты были и остаются слишком опасными, так как при очень тщательной концентрации все заканчивалось летальным исходом.

### The Imperial Capital, Zaphias
Непосредственно сами события начинаются с похищения одного из таких источников Бластии из фонтана на площади в столице Зафиас. Похитителем оказался неизвестный человек в балахоне. Без этой сферы, вода в фонтане перестала функционировать как положено и начала стекать вниз, затапливая вокруг все водой. Главный герой игры, молодой мечник и соня по имени Юрий Лоуэлл, ни о чём не подозревая дремлет у себя в комнате. Его покой прерывает здешний мальчик по имени Тэд, буквально кричащий Юре о том, что никому нет дела до экологической катастрофы Зафиаса, тем более Имперским Рыцарям.

## Отзывы и критика
| Сводный рейтинг | Сводный рейтинг | Сводный рейтинг | Сводный рейтинг |
| Издание         | Оценка          | Оценка          | Оценка          |
| Издание         | Switch          | PS4             | Xbox 360        |
| --------------- | --------------- | --------------- | --------------- |
| GameRankings    | 83,44 %         | 81,00 %         | 81,84 %         |

Famitsu поставил игре оценки 9/9/9/8 и общий балл 35/40. Обозреватель Hardcore Gamer присудили Tales of Vesperia 4 балла из 5 возможных, особенно отметив рисованную графику в стиле аниме и персонажей. Рецензент GameSpot присудил игре оценку 8.5/10, утверждая, что «это лучшая игра серии». В конкурсе GameSpot под названием «Best of 2008» (рус. Лучшие 2008 года) игра была номинирована в категориях «Лучшая история» и «Лучшая графика и работа художника», хотя не победила ни в одной. Журналист IGN поставил Tales of Vesperia оценку 8.2/10, при этом отметив некоторую недоработанность визуальных эффектов. В своём обзоре он написал: «Tales of Vesperia — японская ролевая компьютерная с графикой в стиле аниме с богатым сюжетом, привлекательными персонажами и насыщенной системой сражения в реальном времени, которая постоянно держит в напряжении». В конкурсе IGN под названием «Best of 2008» игра была номинирована в категориях «Best Xbox 360 RPG» (рус. Лучшая RPG для Xbox 360) и «Best Xbox 360 Original Score» (рус. Лучший саундтрек для игры на Xbox 360). Обозреватель X-Play поставил игре 4 балла из 5 возможных, положительно отозвавшись о персонажах и визуальных эффектах. В конкурсе «Best Of 2008» на сайте X-Play Tales of Vesperia была номинирована как лучшая ролевая компьютерная игра.
К сентябрю 2021 году игра продалась тиражом более чем в 2,8 миллиона копий, из них 1,5 миллиона Definitive Edition.